# پرواز بین‌المللی

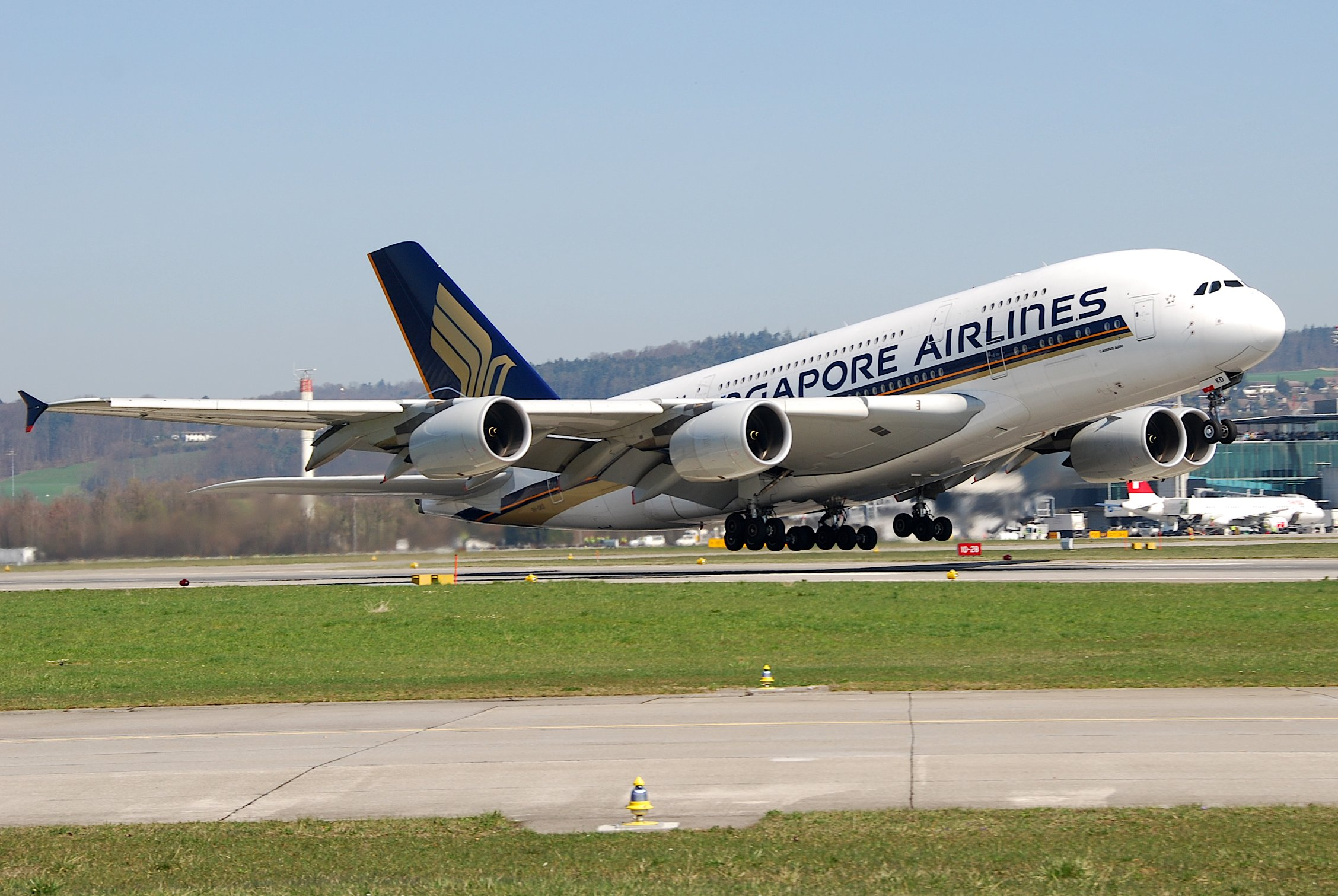
ایرباس ای۳۸۰ بزرگ‌ترین هواپیمای مسافربری جهان که برای پروازهای بین‌المللی طولانی مدت استفاده می‌شود.

پرواز بین‌المللی گونه‌ای پرواز تجاری است که محل برخاست و فرود هواپیما در دو کشور متفاوت قرار دارد. تفاوت عمده بین پرواز بین‌المللی و پرواز داخلی این است که در پرواز بین‌المللی، مسافران، پیش از سوار شدن به هواپیما باید به مقامات مهاجرتی مراجعه کرده و پس از پیاده شدن از هواپیما به مقامات مهاجرتی و گمرک مراجعه نمایند. حتی اگر هر دو کشور مانند کشورهای منطقه شنگن بین یکدیگر معاهده مسافرات آزاد امضا کرده باشند.
به فرودگاه‌هایی که در آنها چنین مسافرت‌هایی انجام می‌شود فرودگاه بین‌المللی گفته می‌شود.

## تاریخچه

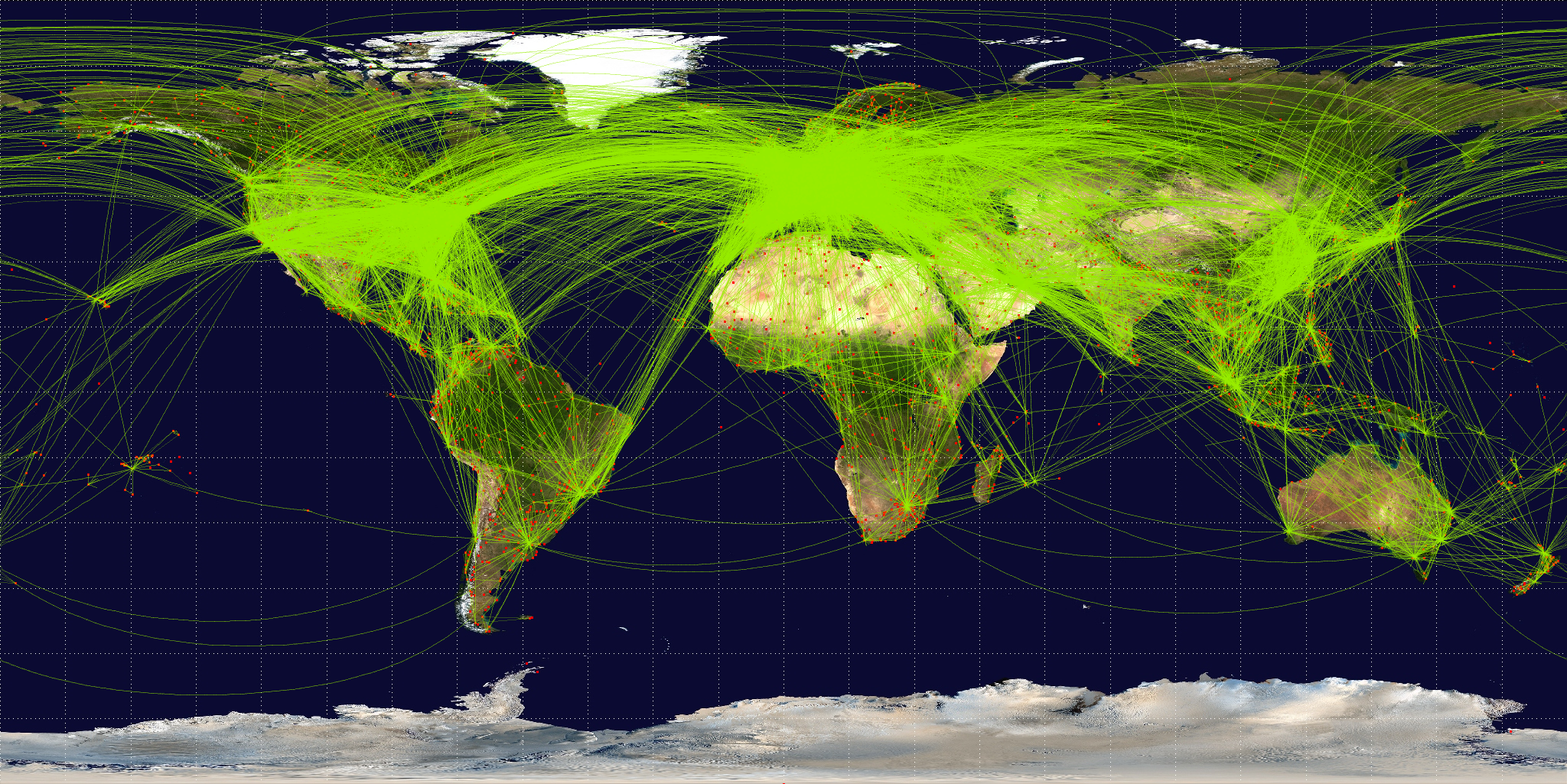
خطوط هوایی در سال ۲۰۰۹

اولین سفر هوایی بین‌المللی در ۷ ژانویه ۱۷۸۵ توسط ژان-پیر بلانشار و جان جفریز بین کانال مانش به وسیله بالون انجام شد. 124 سال بعد در ۲۵ ژوئیه ۱۹۰۹  لویی بلریو بار دیگر با هواگرد این مسیر را پیمود و برنده ۱۰۰۰ پوند جایزه هوانوردی دیلی میل شد.
در طی جنگ جهانی اول و بین دو جنگ جهانی با استفاده از انواع هواپیماها و کشتی‌های هوایی فناوری هوانوردی به خدمت پروازهای تجاری بین‌المللی در آمد. نخستین شرکت هواپیمایی شرکت هواپیمایی بین‌المللی چاک نام داشت که در سال ۱۹۱۷ تأسیس شده و پروازهای برنامه‌ریزی شده را بین فلوریدا و باهاما انجام می‌داد. نخستین سرویس بین‌المللی معمول توسط شرکت هواپیمایی بریتانیایی مسافرت و حمل و نقل با هوپیما از فرودگاه هیت هونسلو به لو بورژه در نزدیکی پاریس انجام شد.
پس از جنگ جهانی دوم پروازهای تجاری بین‌المللی به کمک انجمن بین‌المللی حمل‌ونقل هوایی (یاتا) و سازمان بین‌المللی هوانوردی کشوری (ایکائو) ساماندهی شدند.